# Henry Asbury Christian
Henry Asbury Christian, född 1876, död 1951, var en amerikansk läkare.
Christian föddes i Virginia, studerade vid Randolph-Mason College och tog sin läkarexamen vid Johns Hopkins University 1900. Han var den första chefsläkaren vid Peter Bent Brigham-sjukhuset. Förutom att ha författat ett antal texter så har han även givit namn åt Hand-Schüller-Christians sjukdom (tillsammans med Alfred Hand Jr. och Artur Schüller) och Pfeifer-Weber-Christians sjukdom (tillsammans med Victor Pfeifer och Frederick Parkes Weber).